# Remigia punctularis
Remigia punctularis là một loài bướm đêm trong họ Erebidae.